# Tchatkalophantes karatau
Tchatkalophantes karatau är en spindelart som beskrevs av Andrei V. Tanasevitch 200. Tchatkalophantes karatau ingår i släktet Tchatkalophantes och familjen täckvävarspindlar.
Artens utbredningsområde är Kazakstan. Inga underarter finns listade i Catalogue of Life.